# Die Lüge eines Sommers
Die Lüge eines Sommers è un film muto del 1922 diretto da Erik Lund

## Produzione
Il film fu prodotto da Bruno Kastner per la sua casa di produzione, la Kastner-Film GmbH.

## Distribuzione
Uscì nelle sale cinematografiche tedesche con il visto di censura rilasciato in data 10 agosto 1922.